# Air Putih Lama
Air Putih Lama is een bestuurslaag in het regentschap Rejang Lebong van de provincie Bengkulu, Indonesië. Air Putih Lama telt 3321 inwoners (volkstelling 2010).